# Nicoletta (strip)
Nicoletta je naslovni lik talijanske humoristične serije stripova, stvorene 1981. godine, a objavljivana je tjedno u strip časopisu Il Giornalino.

## Pozadina
Komičnu seriju kreirali su Claudio Nizzi kao pisac i Claudio Onesti (pod nadimkom "Clod") kao crtač. Debitirao je u 41. broju časopisa Il Giornalino u listopadu 1981. Paola Ferrarini (pod nadimkom "Lina") zamijenila je Nizzija nakon nekoliko epizoda.
Serija govori o uobičajenom životu tinejdžera Nicolette Marchini, koja se bori s tipičnim problemima svoje dobi. Imao je velik uspjeh, posebno kod ženske publike.

## Vanjske poveznice
- (talijanski) Claudio Onesti (CLOD)
- (talijanski) corrierino-giornalino.blogspot.de